# 海星中学校・高等学校 (長崎県)
海星中学校・高等学校（かいせいちゅうがっこう・こうとうがっこう, 英: Kaisei Junior and Senior High School）は、長崎県長崎市東山手町にある私立中高一貫校である。
フランス系カトリックのマリア会が運営するミッションスクールである。2022年に創立130周年を迎えた。

## 概要
マリア会から派遣されたフランス人宣教師が1892年（明治25年）に創立した。マリア会は健全な男子の育成を目標に各国で学校を設立しているカトリックの教育修道会で、海星も初期はフランス人神父が校長を務めたが、1938年（昭和13年）以降は日本人が校長を務める。
本校の中央館校舎は、姉妹校暁星学園の卒業生で早稲田大学の建築学科教授であった吉阪隆正が設計した。吉阪はフランスの建築家ル・コルビュジエのもとで勤務経験があり、フランスで技術を学び帰国したのちに初の本格的建造物として設計した。ヨーロッパ風の外観、螺旋階段、広い採光窓や斜面の立地条件を利用して各フロアから屋外へ出られる構造など特徴的な様式が多く、建築学科の教材として用いられたが、老朽化で取り壊して2017年に新校舎を建てた。
創立以来男子校であったが、他のマリア会系学校の8割強が共学で聖書は男女を差別していないことなどを鑑みて、1994年（平成6年）から共学の試みを始め、2004年（平成16年）に学校長の主導で本格的に共学を推進し、2006年（平成18年）にステラ・マリスコースを開設して完全に共学となる。ステラは星、マリスは海のラテン語である。

## 沿革
- 1892年（明治25年）
  - 1月8日 - 日本マリア会の管理で海星学校小学部・中学部を浪之平町（なみのひら）に創立する。
    - フランス人のジャック・バルツ師が初代学校長を務める。
    - 当初の生徒は約50名で、大半が外国人で日本人と共学した。

  - 3月 - 外浦町へ移転した。
  - 5月 - 仮校舎で授業を開始した。
- 1897年（明治30年）
  - 5月 - 現在地の東山手町に、フランス人修道士セネンツの設計で新校舎を着工した。
  - 9月 - 煉瓦造1部地階、地上2階建ての新校舎が完成した。現在は修道院に転用している。
- 1903年（明治36年） - 海星商業学校と改称する。
- 1911年（明治44年） - 海星中学校（旧制）と改称する。
- 1918年（大正7年）
  - 7月 - フランス人修道士ウェルニエの設計で校舎の2期工事に着工する。
  - 11月 - 校舎の2期工事が完成し、現行の1部地階、地上3階、1部屋上階[2]となる。
- 1948年（昭和23年） - 学制改革に伴い、海星中学校・高等学校と改称する。
- 1989年（平成元年） - 老朽化した校舎を解体して旧来のデザインで新築する。
- 2006年（平成18年） - ステラ・マリスコースを開設して一部共学とする。
- 2007年（平成19年） - 国公立クラスを共学とする。
- 2010年（平成22年） - 海星中学校がステラ・プレップコースを開設して一部共学とする。
- 2012年（平成24年） - 創立120周年を迎える。

## 著名な出身者
- 西良典 和術慧舟會総帥
- 竹山広 歌人
- 原仙作 英文学者・英語教師・旺文社編集顧問　英文標準問題精講著者
- 美輪明宏 歌手、俳優、演出家 - 中学校卒業、高校1年修了
- 西岡武夫 政治家・参議院議長 - 海星中学校卒業
- 白浜仁吉 政治家・衆議院議員 - 海星中学校卒業
- 若島征四郎 右翼団体正氣塾初代塾長
- 若林豪 俳優
- 高嶋仁 高校野球指導者、智辯学園高等学校・智辯学園和歌山高等学校野球部名誉監督
- 荒木政公 元プロ野球選手
- 峰国安 元プロ野球選手
- 池辺巌 元プロ野球選手
- 松尾格 元プロ野球選手
- 平田勝男 元プロ野球選手、現阪神タイガース2軍監督
- 酒井圭一 元プロ野球選手
- 大久保勝也 元プロ野球選手
- 堀幸一 元プロ野球選手、現千葉ロッテマリーンズコーチ
- 松永浩典 元プロ野球選手
- 永江恭平 元プロ野球選手
- 江越大賀 元プロ野球選手
- 浦田俊輔 プロ野球選手
- 中村稔弥 プロ野球選手 - 海星中学校卒業
- 髙山凌 元プロ野球選手
- 大久保哲也 大学野球指導者
- 兵藤慎剛 プロサッカー選手、横浜F・マリノス - 海星中学校卒業
- 大道勇喜 ラグビー選手、豊田自動織機シャトルズ
- 原田龍之介 ロンドンオリンピックセーリング470級競技日本代表
- Moo.念平 漫画家
- TAKUYA プロデューサー・ミュージシャン、元JUDY AND MARYギタリスト - 海星中学校3年途中まで在籍
- 若杉宏二 タレント
- 有田真平 放送作家
- ナカヤマシンペイ ストレイテナードラムス担当
- 平戸佑介 ジャズピアニスト、quasimodeリーダー
- 前田土芽 ラグビー選手、2016年アジアラグビーチャンピオンシップ日本代表
- 山下憲太 ラグビー選手
- 川原勇大 ラグビー選手
- 長崎亭キヨちゃんぽん 長崎県住みます芸人・吉本興業
- 村田信之 政治家、ジャーナリスト

## 特記事項
- 全国高等学校野球選手権大会で、読みと漢字表記が同一となる三重県四日市市の海星高等学校と2回対戦した。初回は1972年夏（第54回）に2-0で長崎が勝利し、2回目は1989年夏（第71回）に10-2で三重が勝利した。1989年の対戦で、球場のスコアボードは三重を「三・海星」、本校を「長・海星」、NHKのテレビ中継は三重を「海星・三重」・「海三」、本校を「海星・長崎」・「海長」とそれぞれ表記した。

## 不祥事

### いじめ自殺隠蔽
2017年に2年生が自殺した事件で、第三者委員会は「自殺は同級生のいじめが主要因」とする報告書を提出したが、2020年（令和2年）11月現在で学校は、日本スポーツ振興センターの死亡見舞金について遺族の損害賠償請求権放棄を条件とする申請を提示し、いじめではなく突然死を死因とすることを提案した。長崎県学事振興課も突然死を追認した。
2021年3月、第三者委員会がまとめた「主因はいじめ」とする調査結果を受け入れない学校側に対し、地元の塾経営者や在校生らが公の場での説明を求める754筆の署名を25日、学校側に郵送した。
2021年7月、NPO法人「子どもの権利オンブズパーソンながさき」は、学校側が「いじめが主因」とする第三者委員会の報告書をいまだに受け入れていないことを問題視した意見書を長崎県に提出した。
2021年11月、男子生徒の両親は、いじめ防止対策の徹底を求める要望書を県と県教委に提出。

## 姉妹校
- 札幌光星中学校・高等学校
- 暁星中学校・高等学校
- 明星中学校・高等学校
- 晃華学園中学校・高等学校

### かつて姉妹校関係にあった学校
- 泰星中学校・高等学校（1946年〈昭和21年〉 - 1969年〈昭和44年〉までマリア会が経営）
- セント・ジョセフ・インターナショナル・カレッジ（2000年〈平成12年〉に廃校）